# Пространство Лобачевского
Пространство Лобачевского, или гиперболическое пространство размерности {\displaystyle n} — единственное полное односвязное {\displaystyle n}-мерное риманово многообразие постоянной отрицательной кривизны, равной {\displaystyle -1}. Обычно обозначается {\displaystyle \mathbb {H} ^{n}} или {\displaystyle {\Lambda }^{n}}. Двумерное пространство Лобачевского {\displaystyle \mathbb {H} ^{2}} называется плоскостью Лобачевского.
Пространство Лобачевского является центральным объектом изучения геометрии Лобачевского и является одним из трёх пространств постоянной кривизны. Два других — евклидово пространство {\displaystyle \mathbb {R} ^{n}}, имеющее нулевую кривизну, и сфера {\displaystyle S^{n}}, имеющая единичную кривизну, — соответствуют евклидовой геометрии и геометрии Римана.

## Модели гиперболического пространства
Пространство Лобачевского, которое независимо исследовали Николай Иванович Лобачевский и Янош Бойяи, является геометрическим пространством, аналогичным евклидову пространству, но в нём аксиома параллельности Евклида не выполняется. Вместо этого аксиома параллельности заменяется на следующую альтернативную аксиому (в пространстве размерности два):
- Если дана какая-либо прямая L и точка P, не лежащая на прямой L, то существует по меньшей мере две различные прямые, проходящие через P, которые не пересекают L.

Отсюда вытекает теорема, что существует бесконечно много таких прямых, проходящих через P. Аксиома не определяет однозначно плоскость Лобачевского с точностью до движения, поскольку нужно задать постоянную кривизну K < 0. Однако аксиома определяет плоскость с точностью до гомотетии, то есть с точностью до преобразований, которые без поворота меняют расстояния на некоторый постоянный множитель. Если можно выбрать подходящий масштаб длины, то можно предположить без потери общности, что K = −1.
Можно построить модели пространств Лобачевского, которые могут быть вложены в плоские (то есть евклидовы) пространства. В частности, из существования модели пространства Лобачевского в евклидовом вытекает, что аксиома параллельности логически независима от других аксиом евклидовой геометрии.
Существует несколько важных моделей пространства Лобачевского — модель Клейна, гиперболоидная модель, модель Пуанкаре в шаре и модель Пуанкаре в верхней полуплоскости. Все эти модели имеют одну и ту же геометрию в том смысле, что любые две из них связаны преобразованием, которое сохраняет все геометрические свойства описываемого ими гиперболического пространства.

### Гиперболоидная модель
Гиперболоидная модель реализует пространство Лобачевского как гиперболоид в {\displaystyle \mathbb {R} ^{n+1}=\{(x_{0},\dots ,x_{n})|x_{i}\in \mathbb {R} ,i=0,1,...,n\}}. Гиперболоид является геометрическим местом {\displaystyle \mathbb {H} ^{n}} точек, координаты которых удовлетворяют уравнению
{\displaystyle x_{0}^{2}-x_{1}^{2}-\cdots -x_{n}^{2}=1,\quad x_{0}>0.}
В этой модели прямая (то есть, по сути, геодезическая) — это кривая, образованная пересечением {\displaystyle \mathbb {H} ^{n}} с плоскостью, проходящей через начало координат в {\displaystyle \mathbb {R} ^{n+1}}.
Гиперболоидная модель тесно связана с геометрией пространства Минковского. Квадратичная форма
{\displaystyle Q(x)=x_{0}^{2}-x_{1}^{2}-x_{2}^{2}-\cdots -x_{n}^{2},}
которая определяет гиперболоид, позволяет задать соответствующую билинейную форму
{\displaystyle B(x,y)=(Q(x+y)-Q(x)-Q(y))/2=x_{0}y_{0}-x_{1}y_{1}-\cdots -x_{n}y_{n}.}
Пространство {\displaystyle \mathbb {R} ^{n+1}}, снабжённое билинейной формой B, является (n+1)-мерным пространством Минковского {\displaystyle \mathbb {R} ^{n,1}}.
Можно задать «расстояние» на гиперболоидной модели, определив расстояние между двумя точками x и y на {\displaystyle \mathbb {H} ^{n}} как
{\displaystyle d(x,y)=\operatorname {arch} B(x,y).}
Эта функция является метрикой, так как для неё выполнены аксиомы метрического пространства. Она сохраняется под действием ортохронной группы Лоренца O+(n,1) на {\displaystyle \mathbb {R} ^{n,1}}. Следовательно, ортохронная группа Лоренца действует на {\displaystyle \mathbb {H} ^{n}} как группа автоморфизмов, сохраняющих расстояние, то есть движений.

### Модель Клейна
Альтернативной моделью геометрии Лобачевского является определённая область в проективном пространстве. Квадратичная форма Минковского Q определяет подмножество {\displaystyle U^{n}\subset \mathbb {R} \mathbf {P} ^{n}}, заданное как множество точек, для которых {\displaystyle Q(x)>0} в однородных координатах x. Область Un является моделью Клейна пространства Лобачевского.
Прямыми в этой модели являются открытые отрезки объемлющего проективного пространства, которые лежат в Un. Расстояние между двумя точками x и y в Un определяется как
{\displaystyle d(x,y)=\operatorname {arch} \left({\frac {B(x,y)}{\sqrt {Q(x)Q(y)}}}\right).}
Это расстояние вполне определено на проективном пространстве, поскольку число {\displaystyle {\tfrac {B(x,y)}{\sqrt {Q(x)Q(y)}}}} не меняется при изменении всех координат на один и тот же множитель (с точностью до которого и определены однородные координаты).
Эта модель связана с гиперболоидной моделью следующим образом. Каждая точка {\displaystyle x\in U^{n}} соответствует прямой Lx через начало координат в {\displaystyle \mathbb {R} ^{n+1}} по определению проективного пространства. Эта прямая пересекает гиперболоид {\displaystyle \mathbb {H} ^{n}} в единственной точке. Обратно: через любую точку на {\displaystyle \mathbb {H} ^{n}} проходит единственная прямая, проходящая через начало координат (что есть точка в проективном пространстве). Это соответствие определяет биекцию между Un и {\displaystyle \mathbb {H} ^{n}}. Это изометрия, поскольку вычисление d(x,y) вдоль {\displaystyle Q(x)=Q(y)=1} воспроизводит определение расстояния в гиперболоидной модели.

### Модель Пуанкаре в шаре
Имеются две тесно связанные модели геометрии Лобачевского в евклидовой: модель Пуанкаре в шаре и модель Пуанкаре в верхней полуплоскости.
Модель шара возникает из стереографической проекции гиперболоида в {\displaystyle \mathbb {R} ^{n+1}} в гиперплоскость {\displaystyle \{x_{0}=0\}}. Подробнее: пусть S будет точкой в {\displaystyle \mathbb {R} ^{n,1}} с координатами (−1,0,0,…,0) — южным полюсом для стереографической проекции. Для каждой точки P на гиперболоиде {\displaystyle \mathbb {H} ^{n}} пусть P∗ будет единственной точкой пересечений прямой SP с плоскостью {\displaystyle \{x_{0}=0\}}.
Это устанавливает биективное отображение {\displaystyle \mathbb {H} ^{n}} в единичный шар
{\displaystyle B^{n}=\{(x_{1},\ldots ,x_{n})\mid x_{1}^{2}+\cdots +x_{n}^{2}<1\}}
в плоскости {x0 = 0}.
Геодезические в этой модели являются полуокружностями, перпендикулярными границе сферы Bn. Изометрии шара образуются сферическими инверсиями относительно гиперсфер, перпендикулярных границе.

### Модель Пуанкаре в верхней полуплоскости
Модель верхней полуплоскости получается из модели Пуанкаре в шаре при применении инверсии с центром на границе модели Пуанкаре Bn (см. выше) и радиусом, равным удвоенному радиусу модели.
Это преобразование отображает окружности в окружности и прямые (в последнем случае — если окружность проходит через центр инверсии) — и, более того, это конформное отображение. Следовательно, в модели верхней полуплоскости геодезическими являются прямые и (полу)окружности, перпендикулярные границе гиперплоскости.

## Гиперболические многообразия
Согласно теореме Киллинга-Хопфа, любое полное односвязное риманово многообразие постоянной отрицательной кривизны {\displaystyle -1} изометрично пространству Лобачевского {\displaystyle \mathbb {H} ^{n}}. В частности, универсальное накрывающее любого полного связного замкнутого риманова многообразия кривизны {\displaystyle -1}, то есть замкнутого гиперболического многообразия, изометрично пространству {\displaystyle \mathbb {H} ^{n}}. Более того, любое такое многообразие изометрично факторпространству {\displaystyle \mathbb {H} ^{n}/\Gamma } пространства Лобачевского по решетке {\displaystyle \Gamma } без кручения в его группе изометрий SO+(n,1), которая изоморфна фундаментальной группе исходного пространства.
Представление гиперболической поверхности в виде факторпространства {\displaystyle \mathbb {H} ^{2}/\Gamma } плоскости Лобачевского по её фундаментальной группе называется её фуксовой моделью. Аналогичная конструкция для трёхмерных гиперболических пространств связана с понятием клейновых групп.

### Римановы поверхности
Двумерные гиперболические многообразия можно также понимать как римановы поверхности. Согласно теореме об униформизации, любая риманова поверхность является эллиптической, параболической, или гиперболической.